# ローナン・ポイント
ローナン・ポイント(英語: Ronan Point)は、イギリスロンドン東部のニュオム区にあった22階建ての建築物である。1966年に着工し、1968年3月11日に竣工したが、その年の5月16日に18階からのガス爆発で建物の一部が崩壊して、4人が死亡し、17人が負傷した。死傷者は少なかったが、手抜き工事による失敗の余波で高層ビルの大衆の信頼が完全に喪失され、これはイギリスの建築物関連規定の改正にまでつながった。